# 信濃竹原駅

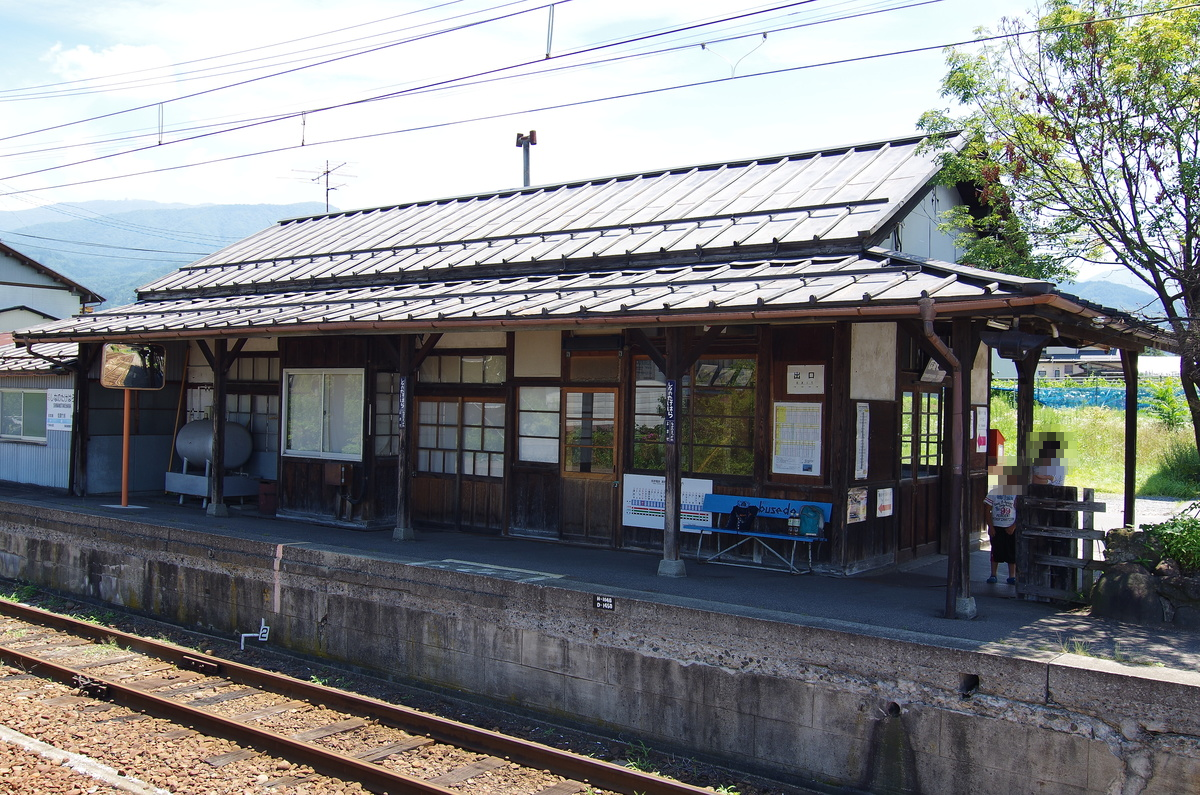
線路側から見た旧駅舎

信濃竹原駅（しなのたけはらえき）は、長野県中野市大字竹原にある長野電鉄長野線の駅。駅番号はN21。

## 歴史
- 1927年（昭和2年）4月28日：竹原駅の駅名で開業[1]。
- 1932年（昭和7年）6月16日：現在の駅名である信濃竹原駅に改称する[1]。
- 1979年（昭和54年）4月1日：貨物営業廃止。
- 1995年（平成7年）：無人駅化[1]。
- 2011年（平成23年）2月13日：B特急停車駅から除外される。

## 駅構造
相対式ホーム2面2線を有する地上駅。木造駅舎を有する。有人駅であったが、現在は無人駅であり、駅舎も通常は封鎖されている。また、かつての貨物ホーム跡も残っている。トイレは男女共用の汲み取り式で、駐輪場横にある。

### のりば
| ホーム | 路線    | 方向 | 行先                     |
| ------ | ------- | ---- | ------------------------ |
| 駅舎側 | ■長野線 | 下り | 湯田中方面               |
| 反対側 | ■長野線 | 上り | 信州中野・須坂・長野方面 |

- 案内上の乗り場番号は設定されていない。
- 信州中野 - 湯田中間で唯一の交換可能駅であるため、同区間のみを運行する列車（一部は須坂発着）が特急の通過などの待避をするために長く停車することが多い。

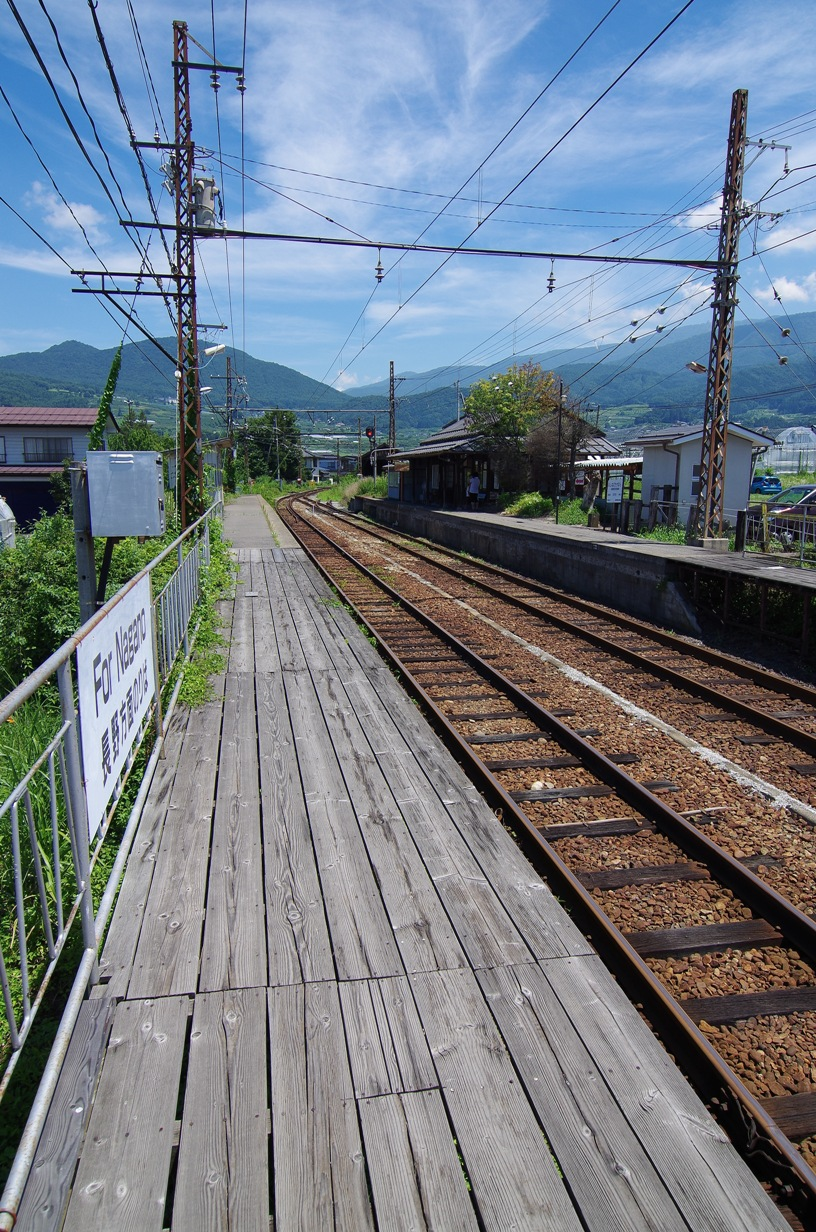
板張りのホーム
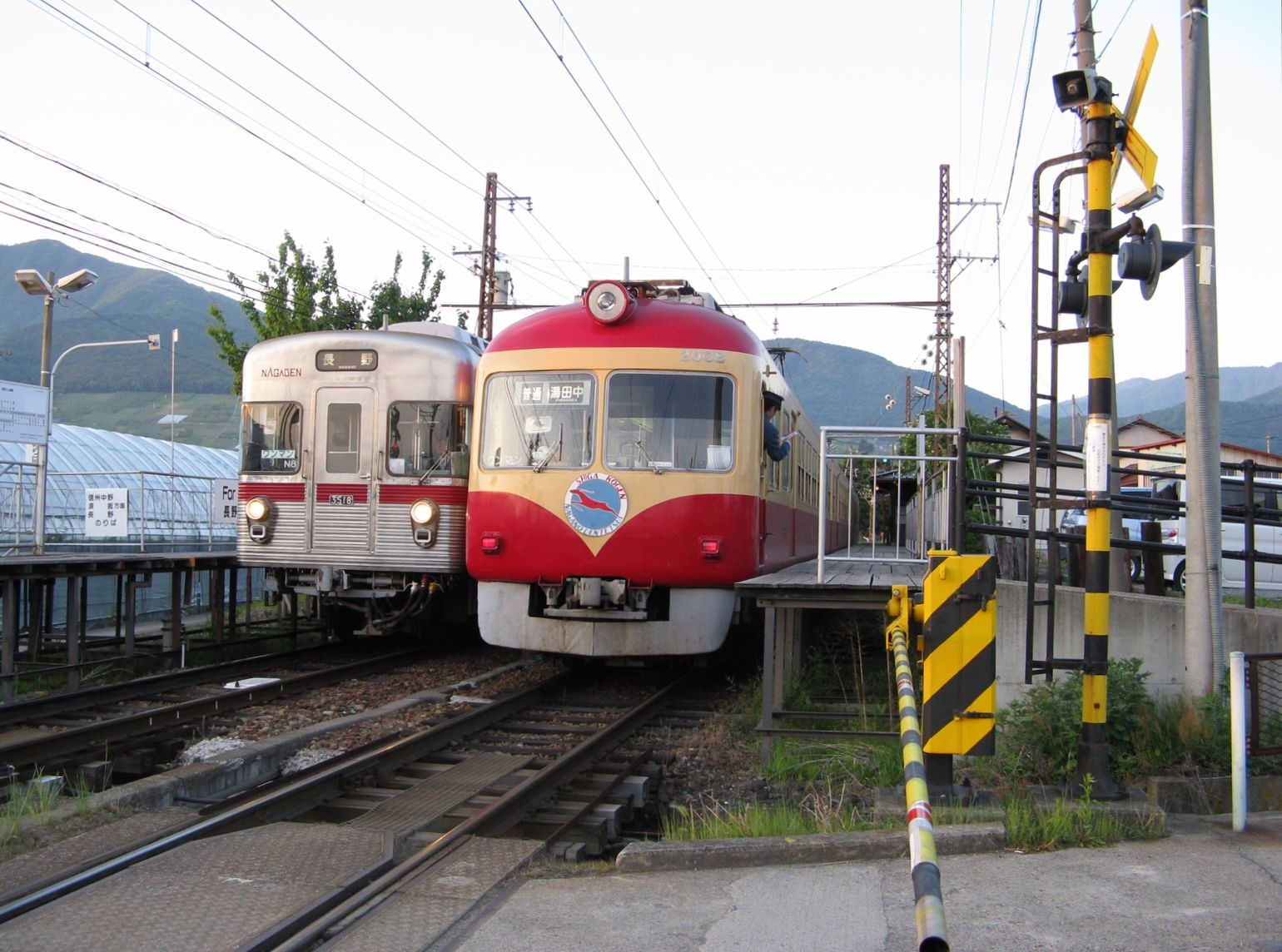
2000系と3500系の交換

## 利用状況
各年度の一日平均乗車人員の推移は下記のとおり。
| 年度   | 一日平均 乗車人員 |
| ------ | ----------------- |
| 2000年 | 49                |
| 2001年 | 36                |
| 2002年 | 30                |
| 2003年 | 25                |
| 2004年 | 46                |
| 2005年 | 46                |
| 2006年 | 41                |
| 2007年 | 36                |
| 2008年 | 38                |
| 2009年 | 38                |
| 2010年 | 41                |
| 2011年 | 41                |
| 2012年 | 41                |
| 2013年 | 30                |
| 2014年 | 25                |
| 2015年 | 30                |
| 2016年 | 33                |
| 2017年 | 30                |
| 2018年 | 28                |

## 駅周辺
- 夜間瀬川
- 中野竹原簡易郵便局
- 国道292号
- 国道403号
- 十三崖のチョウゲンボウ繁殖地[1]

## バス路線
駅前の長野県道355号壁田松崎線上に長電バスの竹原駅停留所がある。

### 長電バス
- 菅線 
  - 中野駅 - 中町 - 松川駅 - イオン中野店 - 長元坊団地 - 竹原駅 - 戸狩 - 湯田中駅
  - 中野駅 - 中町 - 松川駅 - イオン中野店 - 長元坊団地 - 竹原駅 - 戸狩 - 佐野入口 - 菅

## 隣の駅
長野電鉄
■長野線
■A特急・■B特急
通過
■普通
中野松川駅 (N20) - 信濃竹原駅 (N21) - 夜間瀬駅 (N22)